# World Values Survey

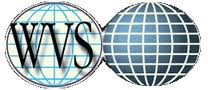
Logo World Values Survey

World Values Survey – projekt badawczy o zasięgu globalnym, którego głównym przedmiotem zainteresowania są wartości i przekonania mieszkańców poszczególnych krajów, uwzględniające zmiany zachodzące w czasie i wpływ, jaki wywierają na życie społeczne i polityczne.
Badani, finansowane ze środków pozarządowych, prowadzone są przez sieć naukowców od 1981 roku co kilka lat, aktualnie w niemal 100 krajach. 
Ostatnia seria badań w latach 2011-12 była przeprowadzona na reprezentatywnych próbach o liczebności min. 1000 osób przez ankieterów metodą face-to-face, a wyniki są sprawdzane i weryfikowane.

Mapa Inglehart–Welzela oparata na danych WVS

Naukowcy, w ramach WVS starają się zmierzyć, monitorować i analizować: poparcie dla demokracji, tolerancję cudzoziemców i mniejszości etnicznych, wspieranie równości płci, roli religii i zmieniających się poziomów religijności, wpływ globalizacji, stosunek do środowiska, pracy, rodziny, polityki, tożsamości narodowej, kultury i różnorodności kulturowej, zagrożeń i subiektywnego samopoczucia.
Obecnie World Values Survey pozostaje głównym źródłem danych empirycznych na temat postaw, w tym wyznawanych wartości i przekonań, blisko 90% światowej populacji.
Wyniki badań mogą być bazą informacji dla decydentów w celu rozwoju społeczeństwa obywatelskiego i instytucji demokratycznych w krajach na różnych etapach rozwoju.
Opracowania są również wykorzystywane przez naukowców, studentów, dziennikarzy na całym świecie oraz organizacje i instytucje międzynarodowe - Bank Światowy i Organizację Narodów Zjednoczonych (UNDP i UN-HABITAT).
Dane z World Values Survey zostały wykorzystywane do lepszego zrozumienia motywacji zdarzeń takich jak Arabska Wiosna, francuskie niepokoje społeczne w 2005 r.,  ludobójstwo w Rwandzie w 1994 roku czy jugosłowiańskie wojny i przewroty polityczne w 1990 roku.
Efektem prac WVS jest ponad 300 oryginalnych publikacji w 20 językach oraz kilka tysięcy publikacji wtórnych.
Baza danych WVS jest dostępna w internecie nieodpłatnie.
Na podstawie analizy danych projektu World Values Survey Ronald Inglehart i Pippa Norris próbują wyjaśnić fenomen przemian postaw dotyczących równości płci na świecie.